# Nancy Wake
Nancy Wake (født 30. august 1912, død 7. august 2011) var en australsk frihedskæmper fra anden verdenskrig. Hun blev en ledende skikkelse i maquis-grupper af franske modstandsbevægelse og blev en af de allieredes mest dekorerede modstandsfolk under krigen.
Nancy blev født i New Zealand, voksede op i Australien og kom til Europa i 1930'erne. 1939 blev hun gift med den franske erhvervsmand Henri Fiocca. Efter at nazisterne invaderede Frankrig blev hun først kurer i modstandsgrupperne og senere sabotør og spion, kendt som "Den Hvide Mus". Hun blev forrådt og måtte flygte til England. Hendes mand blev fanget, tortureret og henrettet af Gestapo. 

## Liv og karriere

### Baggrund
Nancy Wake var den yngste datter af seks børn efter Charles Augustus Wake og Ella Rosieur. Hendes oldemor – en maori – havde giftet sig med en britisk missionær, hun nedstammede også fra franske hugenotter. Familien, som faren forlod, boede fra 1914 i Sydney i Australien.
Nancy Wake forlod sin mor som 16-årig og arbejdede som sygeplejer, til hun fik 200 £ fra en tante og rejste til London.

### Journalist
I 1930'erne arbejdede hun som journalist i Paris, senere som europakorrespondent for Hearst-pressen. I marts 1938 oplevede hun Anschluss i Wien, da tyske Wehrmachtstyrker marcherede ind i Østrig. 
Sommeren 1936 mødte hun den velstående franske industrimand Henri Edmond Fiocca (1898–1943), som hun giftede sig med i november 1939. Hun boede i Marseille, da Tyskland invaderede Frankrig. 

### Modstandsagent
Da Frankrig kapitulerede i 1940, begyndte Wake som kurer for den franske modstandsbevægelse. Hendes liv var konstant i fare og Gestapo aflyttede hendes telefon og stjal hendes post. Inden 1943, var hun en af Gestapos mest eftersøgte personer i Frankrig. Da hendes omgangskreds blev forrådt senere samme år, bestemte hun sig for at flygte fra Marseille. Hendes mand, Henri Fiocca, blev senere taget til fange, tortureret og henrettet af Gestapo. Til krigens slutning var hun uvidende om ægtemandens skæbne. 
Wake blev senere arresteret i Toulouse. Hun slap dog fri og flygtede til Storbritannien, hvor hun meldte sig til SOE. Natten mellem 29. og 30. april 1944 sprang hun i faldskærm over Auvergne. Der blev hun et bindeled mellem den franske modstandsbevægelse og London.

### Efterkrigstiden
Efter krigen fik Wake tildelt flere udmærkelser og medaljer for hendes modstandsarbejde i Frankrig. 
Efter krigen til 1949 arbejdede hun for efterretningstjenesten i de britiske ambassader i Paris og Praha. Hun udviklede der en dyb modvilje mod kommunismen. 1951–1956 arbejdede hun i Whitehall for det britiske luftfartsministeriums efterretningsafdeling ('Assistant Chief of Air Staff at the Air Ministry'). 
I 1957 giftede hun sig med RAF-officeren John Forward. I 1960 flyttede de til Port Macquarie i Australien. 
Wake publicerede sin selvbiografi, The White Mouse, i 1985. Bogen blev en bestseller og er genudgivet mange gange. 
I 1997 døde hendes mand, og i 2001 vendte hun tilbage til London. I 2003 flyttede hun til 'Star and Garter forces retirement home'. Wake døde søndag den 7. august 2011, 98 år gammel.

## Ekstern henvisning
- Heltinde fra Anden Verdenskrig er død Arkiveret 28. november 2011 hos  Wayback Machine